# Nymburk hlavní nádraží
Nymburk hlavní nádraží (Nymburk főpályaudvar) egy csehországi vasútállomás, Nymburk városban, a központtól északra.

## Vasútvonalak
Az állomást az alábbi vasútvonalak érintik:
- Poříčany–Nymburk-vasútvonal
- Nymburk–Jičín-vasútvonal
- Nymburk–Mladá Boleslav-vasútvonal
- Prága–Lysá nad Labem–Kolín-vasútvonal

## Szomszédos állomások
A vasútállomáshoz az alábbi állomások vannak a legközelebb:
- Nymburk město (Nymburk město, Nymburk–Jičín-vasútvonal)
- Veleliby (Jičín, Nymburk–Jičín-vasútvonal)
- Velké Zboží (Kolín vasútállomás, Prága–Lysá nad Labem–Kolín-vasútvonal, S2)
- Kamenné Zboží (Praha hlavní nádraží, Prága–Lysá nad Labem–Kolín-vasútvonal)
- Kamenné Zboží (Praha Masarykovo nádraží, S2)

## Fordítás
- Ez a szócikk részben vagy egészben  a   Nymburk hlavní nádraží című lengyel Wikipédia-szócikk fordításán alapul.  Az eredeti cikk szerkesztőit annak laptörténete sorolja fel. Ez a jelzés csupán a megfogalmazás eredetét és a szerzői jogokat jelzi, nem szolgál a cikkben szereplő információk forrásmegjelöléseként.